# Feliciano Magro
Feliciano Magro, oftast kallad Felix Magro, född 2 februari 1979, schweizisk och italiensk fotbollsspelare (mittfältare). 
Växte upp i Zürich i Schweiz med en schweizisk mamma och italiensk pappa. Där spelade han ungdomsfotboll med FC Unterstrass som moderklubb.

## 1997-2004 (Klubbfotboll i Schweiz och Italien)
Tog plats i Grasshoppers A-lag år 1997. I december 1999 skrev han på Italienska Serie A-klubben Udinese, men blev omedelbart utlånad en och en halv säsong till FC Basel. Säsongen 2001/02 blev det ytterligare utlåning men denna gången till FC Zürich. Säsongen 2002/03 blev det för första gången spel i Udinese men då Magro bröt skenbenet var han borta lång tid. Efter att ha det svårt att ta en plats i laget återvände han till Grasshoppers i Schweiz för en säsong.

## 2004- (Klubbfotboll i Sverige och Schweiz)
Inför hösten 2004 valde Magro, kanske något otippat, att söka sig till en skandinavisk klubb där han skulle vara garanterad en plats i startelvan och det blev ett halvår i Landskrona BoIS. Skrev därefter som Bosmanfall på för Djurgårdens IF i januari 2005. Blev utlånad till AC Lugano för säsongen 2006/07 till och med 30 juni 2007. Därefter hade AC Lugano rätten att köpa Magro från Djurgården, vilket inte skedde.
Kontraktet med Djurgårdens IF gällde till och med säsongen 2007. Kontraktet förlängdes aldrig, och den 22 november 2007 skrev Magro därför på för en annan klubb - allsvenska comebacklaget IFK Norrköping, där kontraktet gäller för säsongerna 2008, 2009 och 2010. IFK Norrköping åkte ur Allsvenskan efter en bottenplacering 2008. Felix Magro och IFK Norrköping valde att avsluta kontraktet två år i förtid efter en uppgörelse som blev klar 27 januari 2009. Därefter kunde Magro skriva på för en ny klubb. Den 16 februari 2009 stod det klart att Magro är nära att skriva på för klubben han tidigare spelat för: Grasshoppers.
Efter endast ett år och fem matcher för Grasshoppers valde Magro att i juli 2009 skriva på för FC Chiasso, för närvarande i Challenge League (den schweiziska andradivisionen).

## Klubbar
- IFK Norrköping (2008)
- Djurgårdens IF (2007)
- AC Lugano (2006-2007, lån)
- Djurgårdens IF (2005-2006)
- Landskrona BoIS (2004)
- Grasshoppers (2003-2004)
- FC Zürich (på lån 2001-2002 från Udinese)
- FC Basel (på lån 2000-2001 från Udinese)
- Udinese (2000-2003)
- Grasshoppers (1997-1999)
- FC Unterstrass (moderklubb)

## Meriter
- SM-guld 2005 med Djurgårdens IF
- Cupguld 2005 med Djurgårdens IF
- Ungdomslandslafsmatcher med Schweiz och Italien
- Europacupmatcher

## Seriematcher / mål
- 1997–1999: 63 / 20* 2008: 24 / 2
- 2000–2001: 31 / 5 (inklusive våren 2000)
- 2001–2002: 32 / 3
- 2002–2003: 5 / 3 (Skenbensskada)
- 2003–2004: 19 / 2
- 2004: 7 / 1 (i BoIS)
- 2005: 13 / 1
- 2006: 8 / 0 (i DIF)
- 2006-2007: ? / ? (i AC Lugano)
- 2007: 3 / 0 (i DIF, enbart hösten)
- 2008: 24 / 2
- 2009: –

### Officiell information
- Felix Magro klar för DIF (dif.se, 2005-01-18)
- Spelarinfo hos dif.se
- Statistik för 2004-2005
- Statistik för 2006
- Landslagsstatistik
- Magro skrev på för 3 år med IFK Norrköping (ifknorrkoping.se, 2007-11-22)
- Magros treåriga kontrakt med IFK Norrköping rivs med 2 år kvar (ifknorrkoping.se, 2009-01-27)
- Magro är nära klubben Grasshoppers (ifknorrkoping.se, 2009-02-16)

### Artiklar i media
- Svenskafans långa artikel Magros hela karriär
- "Magro tillbaks till DIF" (FotbollDirekt.com, 2007-07-05)